# SAP ERP
SAP ERP نرم‌افزاری برای برنامه‌ریزی منابع سازمانی است که توسط شرکت آلمانی SAP SE توسعه یافته‌است. SAP ERP شامل توابع کلیدی در یک کسب و کار سازمانی است.
آخرین نسخه (SAP ERP 6.0) ساخته شده در سال ۲۰۰۶ است و در دسترس می‌باشد. اخیراً افزایش بسته (EHP8) برای SAP ERP 6.0 انجام شده و در سال ۲۰۱۶ منتشر شده‌است.